# Адриана Асти
Адриана Асти (на италиански: Adriana Asti) е италианска актриса.

## Биография
Родена е на 30 април 1933 година в Милано. Дебютира в киното през 1956 година и през следващите години има успех с филми, като „Роко и неговите братя“ („Rocco e i suoi fratelli“, 1960), „Преди революцията“ („Prima della rivoluzione“, 1964), „Призракът на свободата“ („Le Fantôme de la liberté“, 1974), „Калигула“ („Caligola“, 1979). През 1974 година получава награда „Давид ди Донатело“ за цялостен принос.

## Избрана филмография
| година | филм                      | оригинално заглавие      | роля                                | режисьор            |
| ------ | ------------------------- | ------------------------ | ----------------------------------- | ------------------- |
| 1959   | Такива, каквито сме       | Arrangiatevi!            | Приятелката на Феличе               | Мауро Болонини      |
| 1960   | Роко и неговите братя     | Rocco e i suoi fratelli  | Перачка                             | Лукино Висконти     |
| 1961   | Безделник                 | Accattone                | Аморе                               | Пиер Паоло Пазолини |
| 1964   | Преди революцията         | Prima della rivoluzione  | Джина                               | Бернардо Бертолучи  |
| 1968   | Каприз по италиански      | Capriccio all'italiana   | Бианка                              | Пиер Паоло Пазолини |
| 1974   | Призракът на свободата    | Le Fantôme de la liberté | Жената в черно/Сестрата на префекта | Луис Бунюел         |
| 1976   | Наследството на Ферамонти | L'eredità Ferramonti     | Тета Ферамонти Фурлин               | Мауро Болонини      |
| 1979   | Калигула                  | Caligola                 | Ениа                                | Тинто Брас          |